# Urbania (film)
Urbania je americký hraný film z roku 2000, který režíroval Jon Shear podle vlastního scénáře. Snímek v prolínajících se časových liniích popisuje mladého muže z New Yorku, který pátrá po neznámém muži. Snímek měl světovou premiéru na filmovém festivalu Sundance 24. ledna 2000, v ČR byl uveden v roce 2001 na filmovém festivalu Febiofest. Film obsahuje množství odkazů na tzv. městské legendy, které se prolínají s příběhem hlavního hrdiny. Snímek měl světovou premiéru na filmovém festivalu Sundance dne 24. ledna 2000.

## Děj
Charlie bydlí v New Yorku a v noci nemůže spát od té doby, co už nežije se svým přítelem Chrisem. V noci chodí po ulicích a hledá muže, kterého viděl před několika měsíci. Přitom se snaží dovolat Chrisovi a nechává mu na záznamníku vzkazy. Při svých vycházkách má chvilkové záblesky a halucinace, ve kterých se mu zjevuje muž v košili potřísněné krví. Po sérii setkání (se svými sousedy z bytu nad ním, kterým vypráví o tom, jak masturboval, když slyšel, jak spolu mají sex, s bezdomovcem, s číšníkem v baru), potká konečně muže, kterého hledá. Jmenuje se Dean, který je ostentativně rasistický, sexistický a homofobní. Charlie předstírá, že je hetero, koupí si Deanem láhev vodky a kouří s ním jointa. Dean vede Charlieho na místo, kde se scházejí gayové k anonymnímu sexu, aby zde někoho přepadl, ale Charlie mu to rozmluví. Dean je téměř otupělý alkoholem a drogou a Charlie ho odveze autem do odlehlé bažinaté oblasti za město. Teprve když jsou sami, Charlie Deanovi řekne, proč ho hledal. On a dva jeho kamarádi o několik měsíců dříve napadli Charlieho a znásilnili a zavraždili Chrise a Charlie se chce pomstít. Chce Deana zabít, ale když Dean dostane epileptický záchvat, Charlie odjede a nechá ho na místě. Teprve poté je Charlie schopen zase klidně spát.
Charlieho příběh se prolíná s městskými legendami, na které film odkazuje. Jsou to pověsti, které zažívají lidé kolem něj nebo mu je vyprávějí. Např. o muži, kterému odebrali nelegálně ledvinu (legenda zvaná černá sanitka), o ženě, která dala sušit psa do mikrovlnky, o ženě, která položila dítě na střechu auta, zapomněla na něj a odjela, o narkomanech, kteří vkládají u automatů použité injekční jehly do výdajových schránek vracejících mince apod.

## Obsazení
| Dan Futterman    | Charlie |
| Sam Ball         | Dean    |
| Lothaire Bluteau | Bill    |
| Alan Cumming     | Brett   |
| Josh Hamilton    | Matt    |
| Matt Keeslar     | Chris   |
| James Simon      | Sam     |
| Megan Dodds      | Deedee  |
| Gabriel Olds     | Ron     |

## Ocenění
- Outfest: hlavní cena poroty v kategorii nejlepší americký film
- Philadelphia International Gay & Lesbian Film Festival: cena poroty, nejlepší film
- Provincetown International Film Festival: cena publika – nejlepší film
- San Francisco International Lesbian & Gay Film Festival: nejlepší film
- Seattle International Film Festival: nejlepší herec (Dan Futterman)
- Sundance Film Festival: velká cena poroty (nominace)
- GLAAD Media Awards: nominace